# Vilma Ibarra
Vilma Lidia Ibarra (sinh ngày 21 tháng 5 năm 1960) là một chính trị gia người Argentina, trước đây là Thượng nghị sĩ cho Buenos Aires và hiện là Hạ nghị sĩ. Cô là em gái của Aníbal Ibarra, cựu Chánh văn phòng của chính quyền thành phố Buenos Aires.
Ibarra được sinh ra ở Lomas de Zamora, tỉnh Buenos Aires và chuyển đến thành phố Buenos Aires vào năm 1966. Cô học tại Colegio Nacional de Buenos Aires, nơi cô lãnh đạo cánh thanh niên cộng sản. Cô tốt nghiệp ngành luật tại Đại học Buenos Aires và làm luật sư.
Năm 1996, Ibarra trở thành một hạ nghị sĩ và Thư ký của khối FrePaSo trong Phòng. Năm 1999, bà được bầu vào Thượng viện. Năm 2000, cô trở thành một ủy viên hội đồng thành phố ở Buenos Aires, giữ vai trò lãnh đạo trong chính quyền của anh trai mình. Năm 2001, bà được bầu lại vào Thượng viện. Từ năm 2003, cô là người ủng hộ Tổng thống Peronist Néstor Kirchner. Vào tháng 8 năm 2004, Ibarra đã đề xuất luật để hợp pháp hóa phá thai trong một số trường hợp. Năm 2007, cô đề nghị thay đổi lập pháp để cho phép kết hôn đồng giới.
Vào năm 2007, Ibarra đã rời khỏi Thượng viện và được bầu lại làm Hạ nghị sĩ đại diện cho Buenos Aires, đứng thứ hai trong danh sách Mặt trận Chiến thắng của Kirchner. Cô thuộc trong khối Gặp gỡ phổ biến và xã hội.